# Santa Maria (Covilhã)
Santa Maria (llamada oficialmente Covilhã (Santa Maria)) era una freguesia portuguesa del municipio de Covilhã, distrito de Castelo Branco.

## Historia
Se trataba de una de las cuatro freguesias que integraban la ciudad de Covilhã, situada en la parte central y más antigua del casco urbano.
Fue suprimida el 28 de enero de 2013, en aplicación de una resolución de la Asamblea de la República portuguesa promulgada el 16 de enero de 2013 al unirse con las freguesias de Canhoso, Conceição, São Martinho y São Pedro, formando la nueva freguesia de Covilhã e Canhoso.